# Lagunas de Laguardia
Las lagunas de Laguardia son un conjunto de cuatro humedales localizados en las inmediaciones de la localidad alavesa de Laguardia, en el centro de la Rioja Alavesa. Tres de los humedales -Carralogroño, Carravalseca y Musco- son lagunas temporales, de origen natural, mientras que el cuarto, El Prao de la Paúl, es un pequeño embalse creado sobre una antigua zona encharcada. Durante 2015, el Gobierno Vasco declarará el complejo lagunar como Zona Especial de Conservación (ZEC).
Un decreto de 1995 declaró biotopo protegido las lagunas de Carralogroño, Carravalseca y Prao de la Paúl. La de Musco se encontraba entonces drenada, desecada y cultivada y su titularidad en manos privadas. Por todo ello, aun perteneciendo al complejo lagunar de Laguardia, no fue incluida inicialmente dentro del ámbito del biotopo protegido, aunque sí en su zona periférica de protección. En 1996, el complejo fue incluido en el convenio de Ramsar relativo a humedales de importancia internacional. Aunque fuera del biotopo, se establecieron las bases para la futura inclusión de Musco, al prever un programa de recuperación de la laguna de Musco entre el Gobierno Vasco y la Diputación Foral de Álava, como gestor del biotopo protegido. Posteriormente, la diputación adquirió los terrenos afectos a la laguna de Musco, lo que permitió iniciar la recuperación de este espacio, haciendo posible su inclusión en el ámbito del biotopo protegido. En septiembre de 1998 se modificó la declaración del biotopo protegido para incluir en su ámbito territorial la laguna de Musco, ampliando el espacio natural protegido, que pasó a denominarse Complejo Lagunar de Laguardia. Con posterioridad, este espacio fue seleccionado para ser uno de los lugares de importancia comunitaria de la Red Natura 2000 (código ES2110021), con una extensión de 45,2 ha. La propuesta de creación de la zona de especial protección efectuada por el Gobierno Vasco en 2015 abarca 80,57 ha. Además, se define una Zona Periférica de Protección del Biotopo Protegido de las Lagunas de Laguardia y de la ZEC Lagunas de Laguardia, con una superficie de 238,86 ha, que comprende la totalidad de las cuencas hidrográficas de las cuatro lagunas endorreicas (ampliada puntualmente para incorporar hábitats de interés) y en el caso del Prao de la Paúl adaptada al parcelario y a la realidad preexistente. El 84,5% de la superficie de la ZEC corresponde a terrenos de titularidad pública, del ayuntamiento de Laguardia y de la Diputación Foral de Álava. 
En 2023 cambia su denominación para pasar de Biotopo Protegido a Reserva Natural.
Las lagunas de Laguardia se sitúan en un entorno dominado por el cultivo de la viña. Esa actividad ha influido en el ecosistema de las lagunas, ya que las cuencas vertientes tienen pocas manchas de vegetación natural, como lastonares, herbazales y matorrales marginales en parcelas públicas o márgenes de cultivo, donde prácticamente ya no existe pastoreo, pero que alojan algunas especies de aves propias. La actividad del cultivo implica que por arrastre superficial a las cubetas de las lagunas lleguen sedimentos, fertilizantes y fitosanitarios. Además, el cultivo ha llegado en la mayor parte del perímetro de las lagunas hasta el mismo límite de las orillas, impidiendo la existencia de una orla de vegetación natural. La mejora de la carretera A-124 ha aumentado la cuenca de escorrentía de la laguna de Carralogroño, que vive un proceso de dulcificación en su lado noroeste. A pesar de ello, Carralogroño y Carravalseca -Musco todavía está en fase de renaturalización- mantienen características básicas del endorreísmo, con un régimen hídrico ligado a la precipitación, con periodos de llenado y vaciado, en los que son visibles una extensa costra de sal con un enorme valor paisajístico y ecológico.
Estos ambientes han permitido la existencia de comunidades vegetales y especies de flora propias de los sistemas endorreicos del valle del Ebro, al límite norte de su área de distribución. Las lagunas son puntos de invernada o alimentación de aves acuáticas como anátidas, ardeidas y limícolas en sus momentos de mayor esplendor hídrico. La zona acoge doce especies de aves incluidas en la Directiva europea de Aves, además de muchas otras migratorias. También, respecto al Catálogo Vasco de Especies Amenazadas, aparecen cuatro especies en peligro de extinción, cuatro vulnerables, ocho raras y ocho de interés especial.
El Prao de la Paúl ya no tiene características endorreicas y funciona como una balsa de agua dulce que, a pesar de los problemas ecológicos causados por la introducción de especies exóticas como la carpa y el cangrejo americano, mantiene poblaciones nidificantes de distintos tipos de ardeidas, aves de carrizal y aguilucho lagunero. 
El conjunto de lagunas se comporta como un complejo que usan aves, anfibios y mamíferos con citas puntuales de nutria y visón europeo.